# 进口替代
进口替代工业化政策（英語：Import substitution industrialization）是一种经济和贸易政策，提倡用本国工业产品替代进口产品，以实现工业化。进口替代的目标包括：一、先在国内生产简单的消费品，替代此前需要进口的同类产品；二、逐渐开始在国内生产更复杂的产品；三、开始出口工业制成品，并继续实现工业化。
进口替代政策自十八世纪以来便有倡导者，包括美国的亚历山大·汉密尔顿，在二十世纪的发展经济学中也多有推崇者，如阿根廷经济学家劳尔·普雷维什（Raúl Prebisch）。拉丁美洲的巴西、阿根廷和墨西哥等国于1930至1960年代曾推行进口替代工业化政策。亚洲及非洲的部分国家也曾推行此政策。

## 内容
进口替代的支持者认为，在传统经济学的自由贸易和比较优势模式下，后发国家将被桎梏于低附加值的农业出口等产业，而永远无法工业化。普雷维什-辛格假说指出，世界贸易被分为“中心”和“边缘”。中心经济体出口工业品，需求的收入弹性为正，既随着人的收入提高，对工业品的需求也会提高。因此技术进步会导致工业经济体的利润和工资提高。而边缘经济体出口农业品及资源，需求的收入弹性为负，则永远无法工业化。因此，进口替代的支持者认为政府应该通过关税、进口准入制度、汇率、政府投资等手段支持幼稚产业（infant industry）发展，确保进口产品为资本品而非消费品。
普雷维什也同时指出了进口替代政策的局限性，包括会导致实际收入的减少、可能会导致国家无限制的保护低效产业、及政府可能会无差别实施保护政策，反而导致发展中国家无法获得所需的资本品。至1960 年代，普雷维什等经济学家已经开始指出拉丁美洲的进口替代政策矫枉过正，并有经济学家指出台湾、香港、南韩、以色列等地的出口导向政策更为可行。